# 모타운
모타운(Motown)은 미국의 음반 회사로, 베리 고디가 타믈라 레코드로 1959년 1월 12일 창건, 이후 1960년 4월 14일 미시간주 디트로이트에서 모타운 레코드 코퍼레이션 명칭의 주식회사가 되었다. 사명은 모터(motor) 타운(town)의 혼합어인데, 곧 디트로이트의 별명으로도 자리잡는다. 모타운은 아프리카계 미국인 소유의 레코드 레이블로서 큰 크로스오버 성공을 이룩했기에 대중음악에서의 인종 통합에 지대한 역할을 수행했다. 1960년대 모타운과 그 자회사(미국 국외에서 활동한 브랜드 타믈라 모타운 포함)는 뚜렷한 팝 영향을 받은 솔 음악의 한 갈래인 이른바 모타운 사운드(Motown Sound)의 가장 성공한 창시자였다. 1960년대 모타운은 소규모 음반 회사를 거느리며 막대한 성공을 거두었고, 1960년과 1969년 사이 빌보드 핫 100에서 톱 10 레코드를 79장 만들었다.
1967년 디트로이트 폭동 사건 및 같은 해 핵심 작곡/제작 팀 홀랜드-도지어-홀랜드의 임금 분쟁으로 인한 사직으로 고디는 모타운을 로스앤젤레스로 이전했다. 이전은 1972년 완료되었고 모타운은 텔레비전 및 영화 제작에까지 손을 뻗히며 1988년 6월 28일까지 독립 회사로서 연명했다. 그러다 MCA 주식회사에 매각되었고, 그 뒤 1994년 폴리그램에 매각되었고, 1999년 유니버셜 뮤직 그룹이 폴리그램을 인수할 때 함께 인수되었다. 모타운은 2000년대의 대부분을 유니버셜 뮤직의 자회사인 유니버셜 모타운 및 유니버셜 모타운 리버플릭 그룹으로 지냈으며 뉴욕 시에 본부를 두었다. 2011년에서 2014년까지 모타운은 유니버설 뮤직의 파생회사 더 아일랜드 데프 잽 뮤직 그룹의 일부였다. 2014년 4월 1일 유니버셜 뮤직 그룹은 아일랜드 데프 잼의 해산을 발표, 모타운은 이후 로스앤젤레스로 이전하여 캐피틀 뮤직 그룹 산하로서 가동되었다.
모타운은 수십년간 미국 내 아프리카계 미국인 업계에서 가장 많은 소득을 기록한 회사였다.